# 外环路站
外环路站位于中华人民共和国上海市闵行区莘庄镇外环路，外环线莘庄立交桥東側，是上海地铁1号线的地铁车站。该站是1号线唯一一座未经过改建的地面车站。外环路站的两个方向在付费区内不连通。
外环路为上海外环高速公路附近地名俗称，并非指位于七宝的沪昆铁路正线（外环线）旁的外环路。因此该站英文并未将路字意翻为Road。

## 车站结构

### 车站楼层
车站为地面车站，地面层为站台及简易站厅，地下一层为联通南北两侧的地下通道。由于车站站台高度较站外地面稍高，尽管北侧站台直接连通出入口，进站时仍需利用楼梯或无障碍设施。
| 地面层   | 出入口             | 地下通道北出入口、莘庄方向站台北2出入口    |  |  |
|          | 侧式站台，右侧开门 |                                            |  |  |
|          |                    | █ 1号线 往莘庄（终点站）                   |  |  |
|          |                    | █ 1号线 往富锦路（莲花路）                 |  |  |
|          | 侧式站台，右侧开门 |                                            |  |  |
|          | 南站厅             | 票务服务、自动售票机、人工服务台           |  |  |
|          | 出入口             | 地下通道南出入口                           |  |  |
| 地下一层 | 地下通道及出入口   | 地下人行通道、富锦路方向站台南1、南2出入口 |  |  |

### 站房
外环路站站房位于沪闵路侧，外立面高低错落，利用多种几何图形体现形体与块面的结合。

### 站台

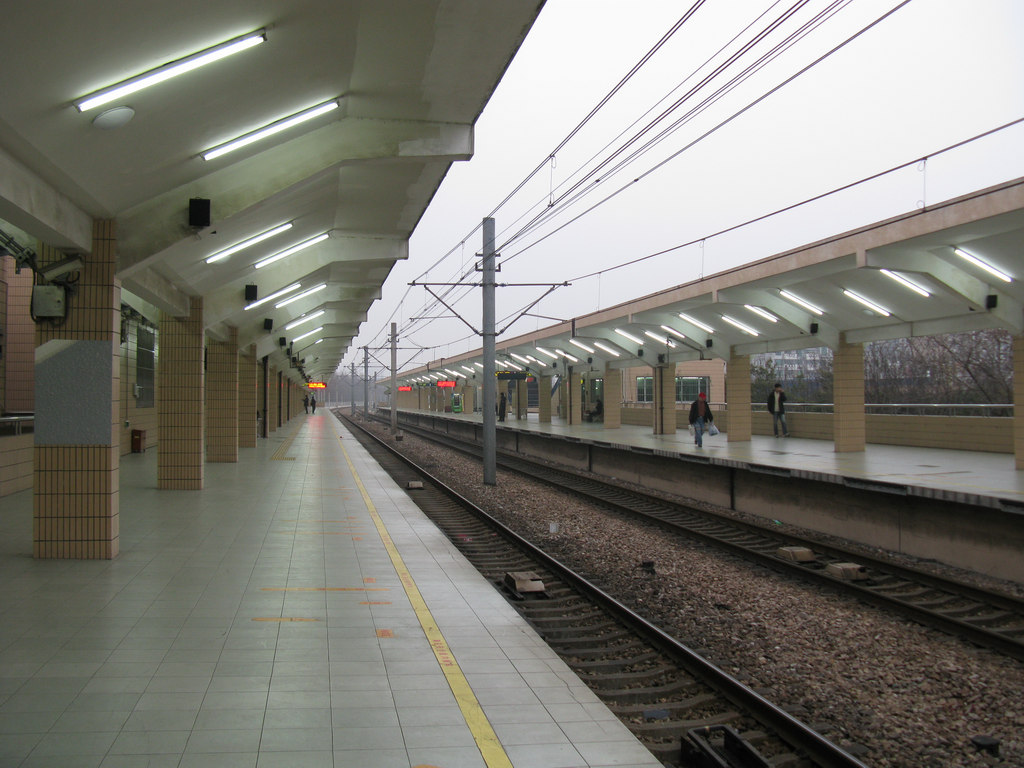
安裝月台閘門前的车站站台（2009年2月）

本站设有2个侧式站台，两个方向在付费区内不连通。每座侧式站台长186米、宽6米、高1.1米，并设有雨棚覆盖。

## 车站出口
外环路站共有5个出入口，其中标识为南出口与北出口的出入口实际为跨车站与铁路的地下人行通道出口，通道内设有南1号口与南2号口，仅能通往富锦路方向站台，车站仅有北2号口通向莘庄方向站台（北1号口实际不开放），各出入口如下所示：
| 出口编号                             | 出口指示                             | 照片               |
| 连通富锦路方向站台                   | 连通富锦路方向站台                   | 连通富锦路方向站台 |
| ------------------------------------ | ------------------------------------ | ------------------ |
| 北 · 出口 · （设有无障碍升降台）     | 沪闵路，虹莘路，龙茗路，报春路       |                    |
| 南 · 出口 · （设有）                 | 罗锦路，梅陇西路                     |                    |
| 南 · 1 · 出口                        | 南北人行地下通道（工作日早高峰开放） |                    |
| 南 · 2 · 出口 · （设有无障碍升降台） | 南北人行地下通道                     |                    |
| 连通莘庄方向站台                     |                                      |                    |
| 北 · 1 · 出口                        | 不开放                               |                    |
| 北 · 2 · 出口 · （设有）             | 沪闵路，虹莘路，龙茗路，报春路       |                    |
| 图例： 设有 \| 设有无障碍升降台      |                                      |                    |

## 接驳交通

### 公交
125、150、166、700、704、704B、712、732、735、747、957、闵行6路、徐闵線、莘团線、松莘線、松莘线B线、闵行20路